# Sűrűvirágú bibircsvirág
A sűrűvirágú bibircsvirág (Gymnadenia densiflora) a kosborfélék családjába tartozó, Európában honos, lápréteken élő, Magyarországon védett növényfaj.

## Megjelenése
A sűrűvirágú bibircsvirág 54-82 cm magas, lágyszárú, évelő növény. Ikergumói a talajban találhatók. A szár alsó harmadán eredő levelei nagyjából két sorba rendeződnek. 3-6 tőlevele keskeny-lándzsás alakú, hosszuk 16-26 cm, szélességük 1,6-3,3 cm. A hajtáson rajtuk kívül 4-9 kisebb szárlevél nő. A virágok murvalevelei lándzsásak, a magháznál általában hosszabbak.  
Júniustól augusztusig virágzik. 6-14 cm hosszú, tömött, hengeres fürtvirágzatát 42-111 virág alkotja, melyek színe a rózsaszíntől a bíborosig változik. Illata kellemes, szegfűre, orgonára vagy szegfűszegre emlékeztet. A mézajak gyengén háromosztatú, a lebenyek széle lekerekített, hossza 4-6 mm, szélessége 5,5-8,7 mm; a középső karéj a szúnyoglábú bibircsvirágtól eltérően nem nyúlik túl a szélsőkön. Sarkantyúja vékony, hossza 11,3-16 mm.     

### Hasonló fajok
A szúnyoglábú bibircsvirág hasonlít hozzá, a genetikai vizsgálatokig annak alfajának tartották. 

## Elterjedése
Európai faj, Skandináviától és a balti államoktól egészen Olaszországig és a Balkánig megtalálható. Magyarországon a Zalai-dombságon fordul elő.    

## Életmódja
Lápréteken, üde réteken él. A meszes, jó vízellátottságú agyagos-márgás talajokat kedveli. Élőhelyein a talaj kémhatását pH 7,6-7,8 közöttinek mérték. Jellemző kísérőnövényei a kékperje és a mocsári nőszőfű.
Június végétől augusztus első feléig virágzik, kb. két héttel később, mint a szúnyoglábú bibircsvirág. Nektártermelő virágait különböző lepkék porozzák be. Hazai mérések szerint a megtermékenyülés hatékonysága 48%-nak bizonyult. Termése augusztusra érik be.  

## Természetvédelmi helyzete
A sűrűvirágú bibircsvirág nem szerepel a Természetvédelmi Világszövetség Vörös listáján. Magyarországon eddig összesen 12 állományát mérték fel, teljes hazai egyedszáma 500 körüli. Védett, természetvédelmi értéke 10 000 Ft.

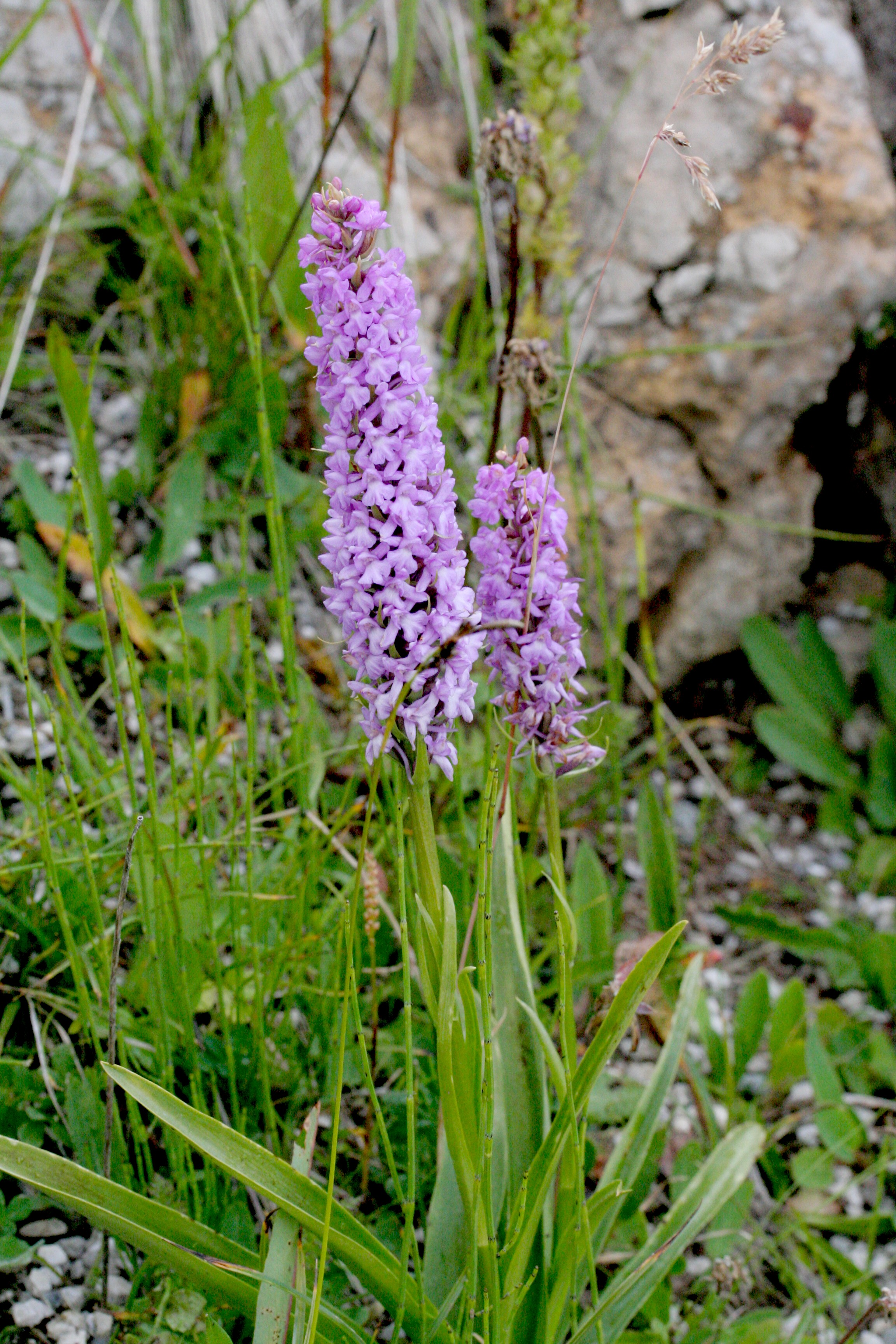
Habitusa
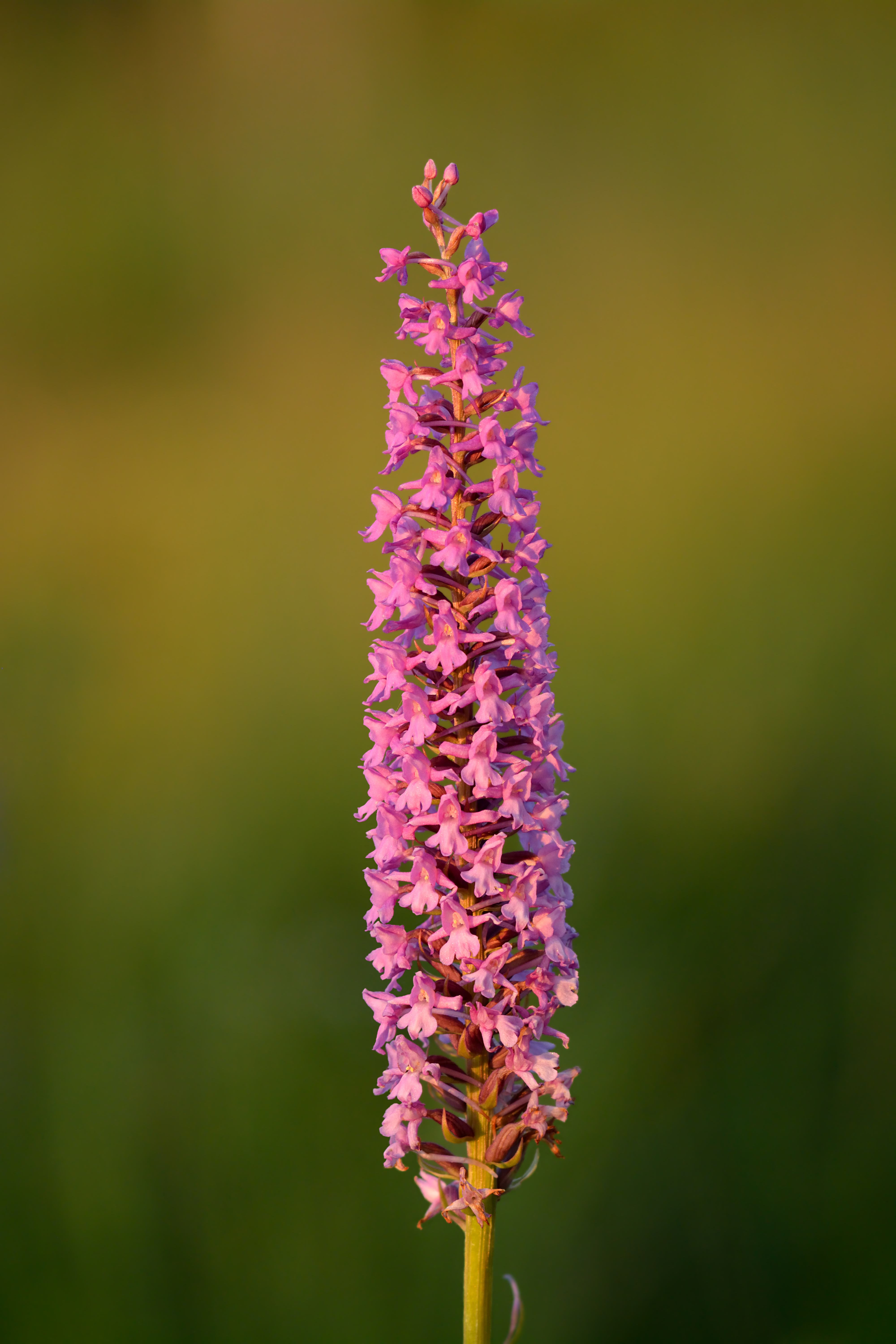
Virágzata
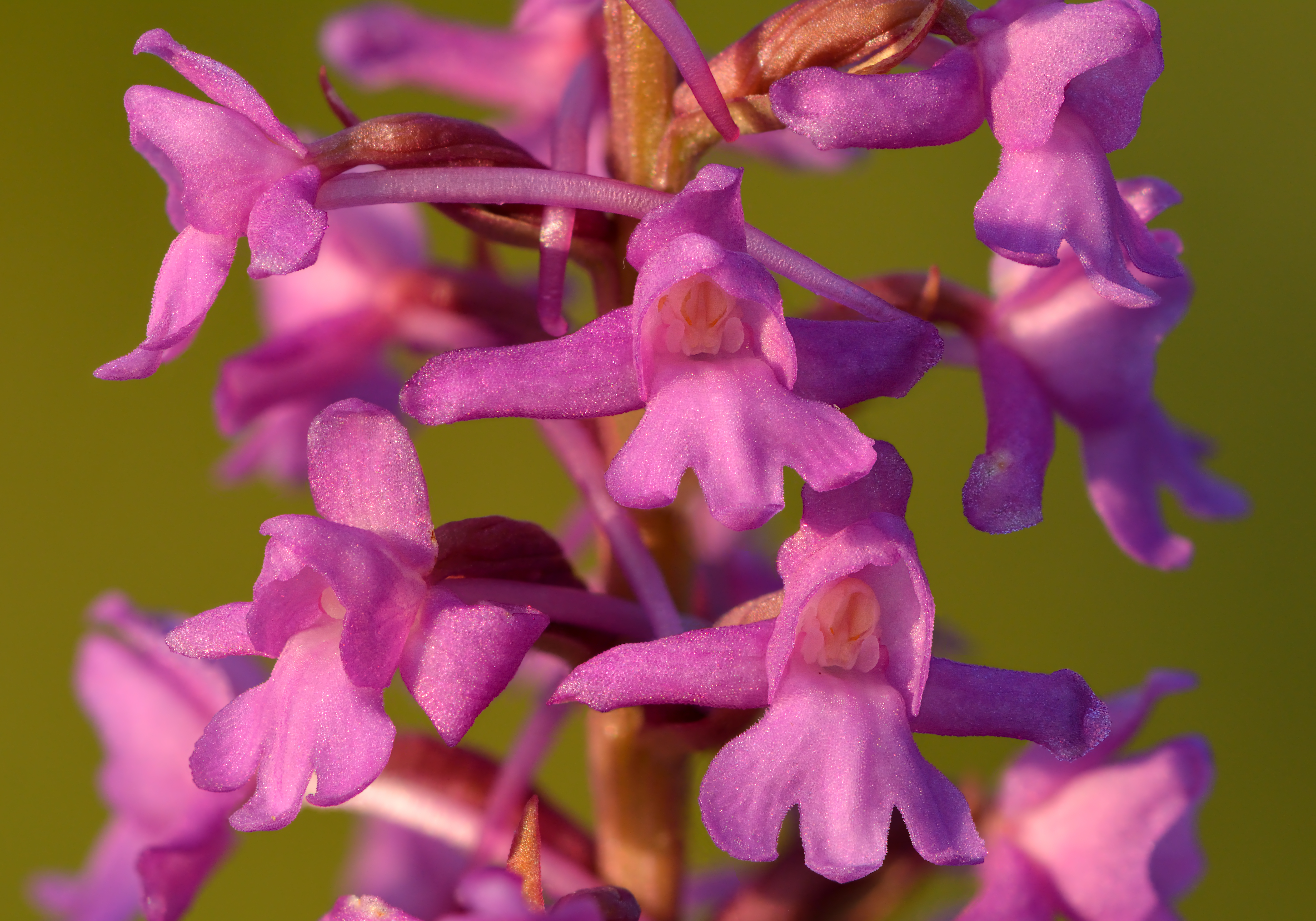
Virága
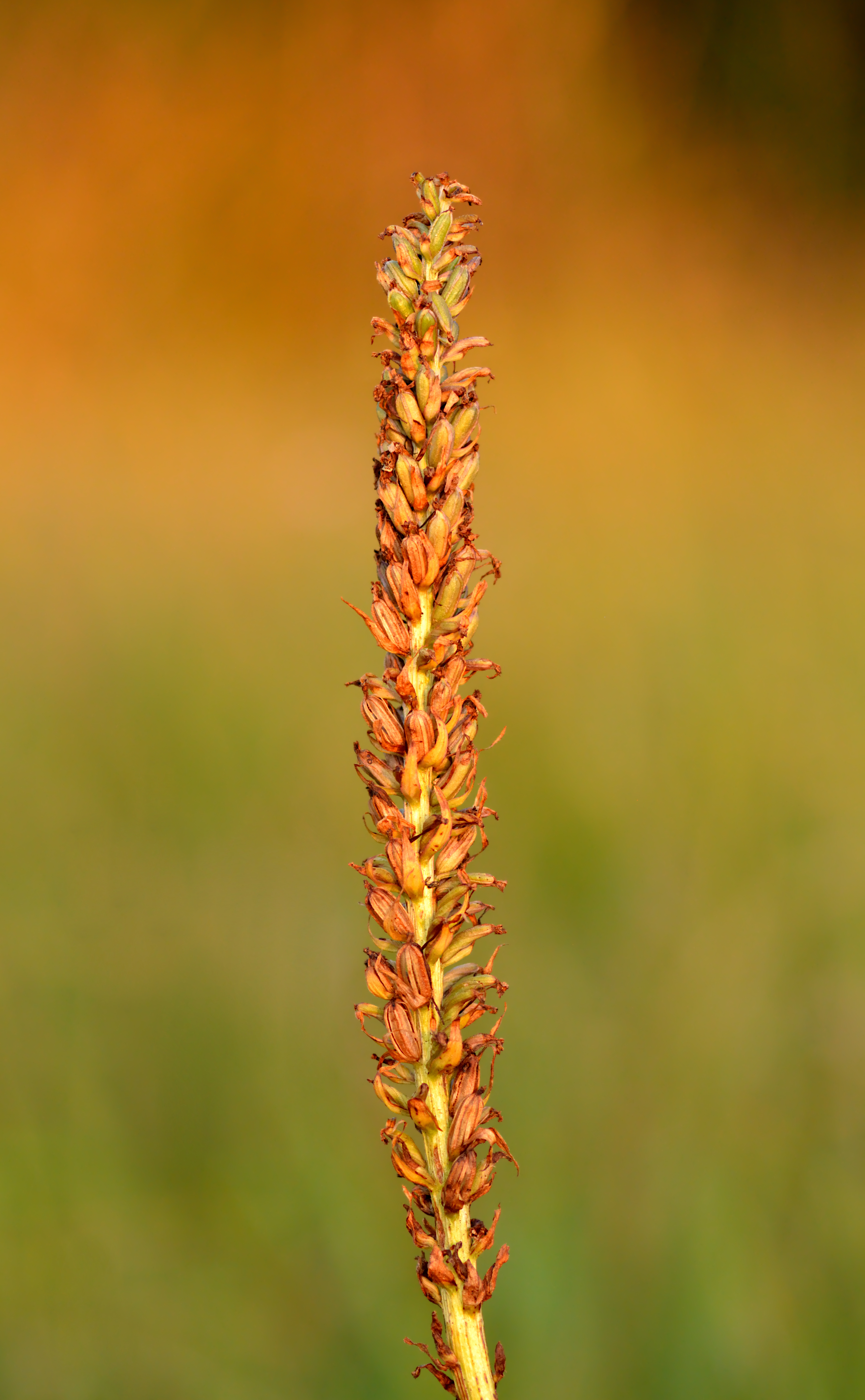
Termése